# Notitieboekje

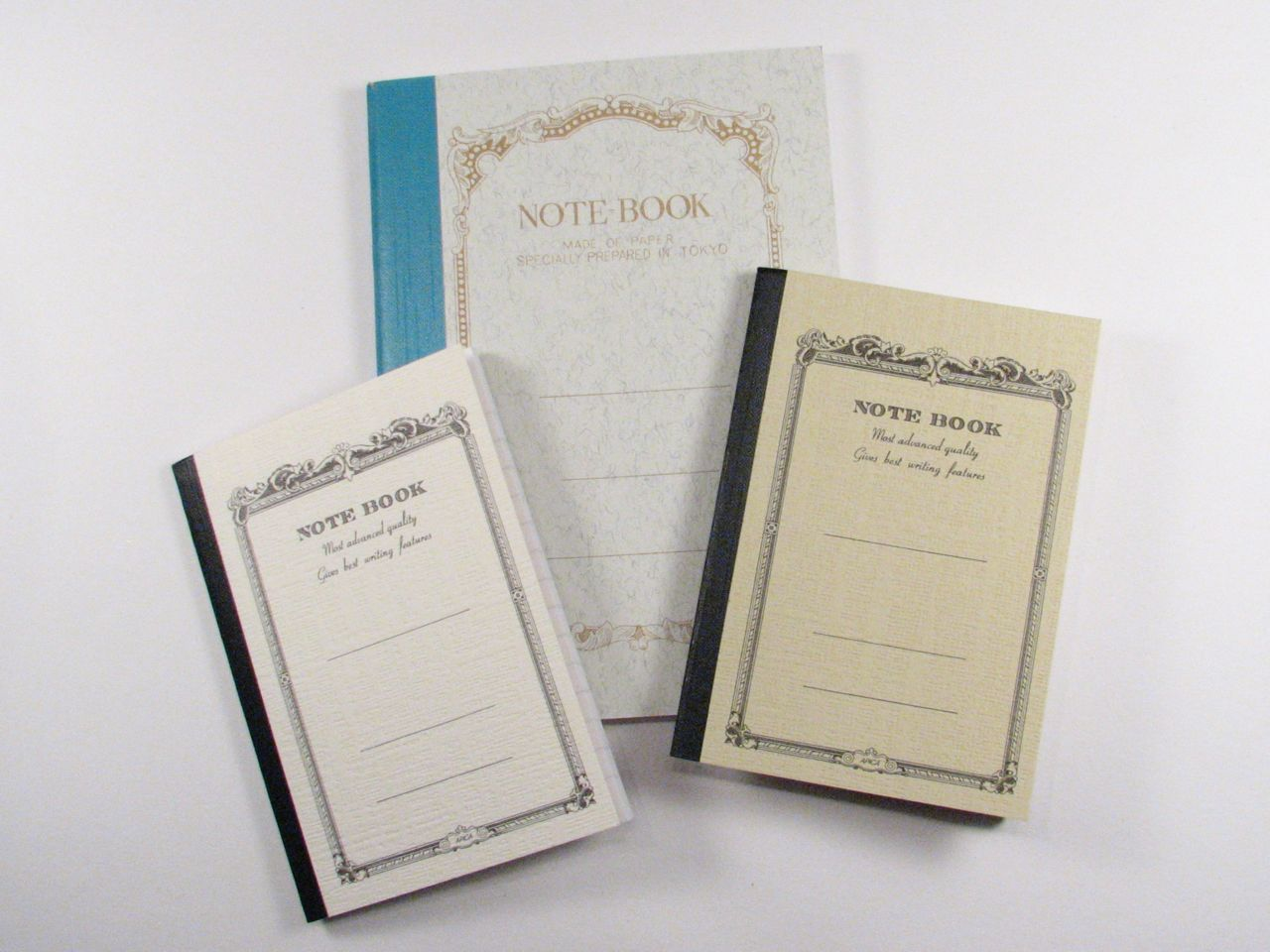
Notitieboekjes

Een notitieblok of notitieboekje is een boekje waarin mensen aantekeningen kunnen maken. Een veelvoorkomende benaming is tevens schrift of schriftje. Er bestaan vanzelfsprekend verschillende soorten maten, maar A5 of A6 en soms zelfs nog kleiner, is het meest gebruikelijk. Ze zijn bij boekhandels of warenhuizen verkrijgbaar. Notitieboekjes worden voornamelijk gebruikt om aantekeningen in te maken, (korte) stukken tekst in te schrijven of om te tekenen. 

## Verschillen met soortgelijke voorwerpen

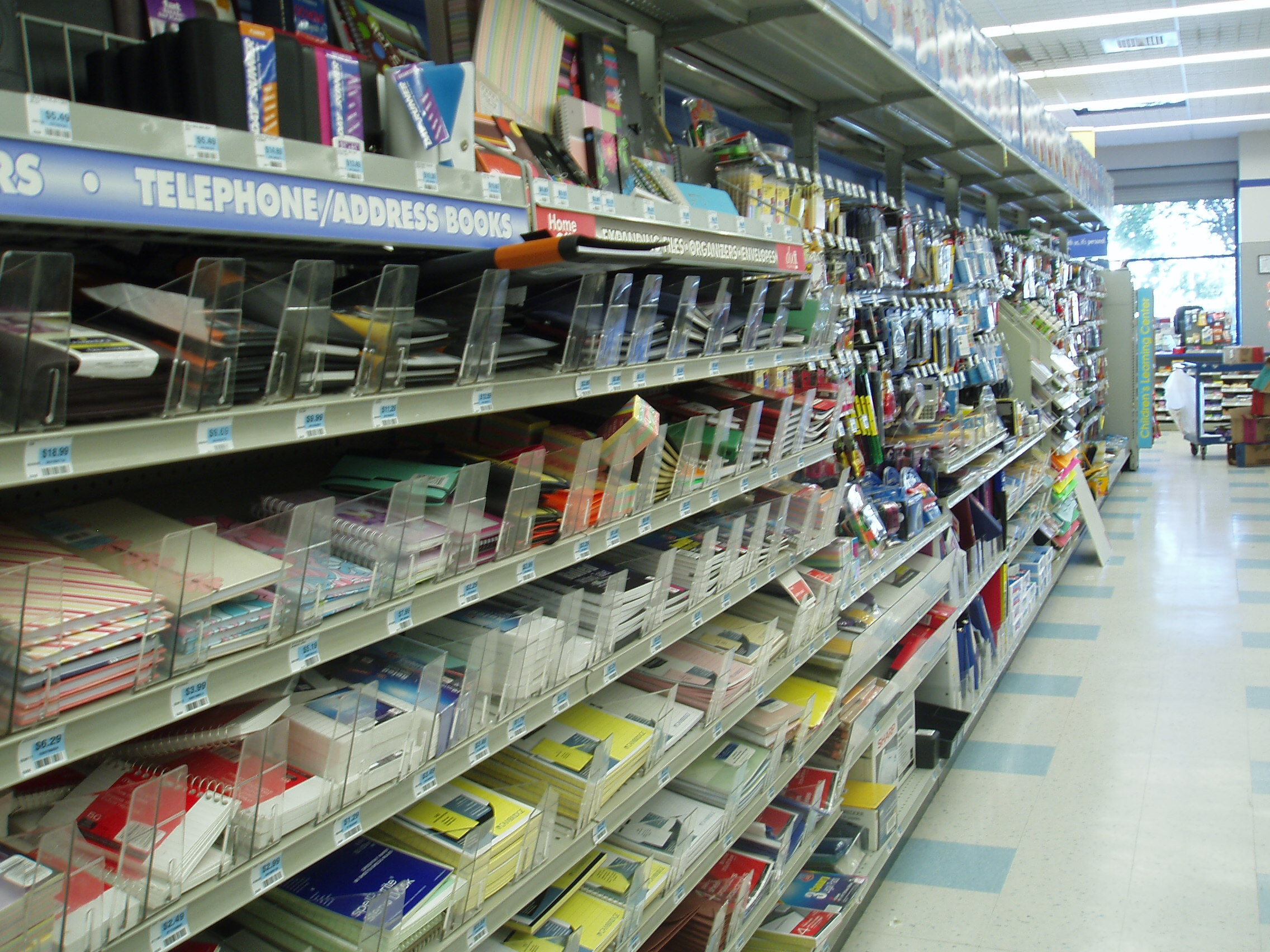
Notitieboekjes in een winkel

Een notitieboekje is over het algemeen wat stugger dan een schrift of kladblok, en is vaak, in tegenstelling tot een schetsboek, gelinieerd.

## Kaft en binding
Een notitieboekje is ofwel gebonden dan wel ingenaaid, zie boekbinden voor meer informatie. Daarnaast zijn er ook notitieblokken met een ringband.